# Michael Dapaah

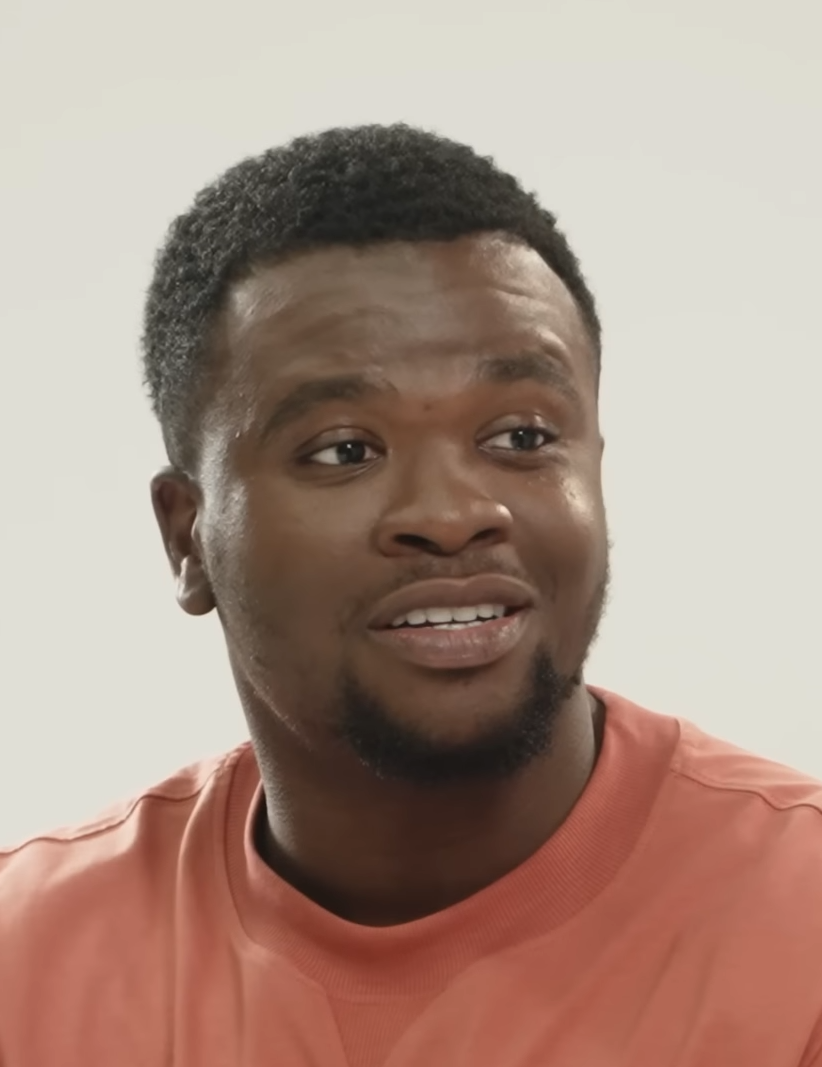
Michael Dapaah (2023)

Michael Dapaah (* 10. August 1991 in London) ist ein britischer Schauspieler, Komiker und Rapper. Er wurde durch seine fiktionale Persönlichkeit MC Big Shaq bekannt.

## Leben
Dapaah wurde als Sohn ghanaischer Eltern im Londoner Stadtteil Sutton geboren und wuchs anschließend im Stadtteil Croydon auf. Mit 17 Jahren wurde er 2008 Mitglied des Londoner National Youth Theatre und machte 2014 an der Brunel-Universität einen Abschluss in Theater, Film und Fernsehen.

## Karriere
Dapaah begann seine Karriere mit seiner eigenen Mockumentary-Serie #SWIL („Somewhere In London“), die auf der Videoplattform YouTube bis August 2017 über eine Million Mal aufgerufen wurde.
Am 29. August 2017 trat er in der BBC-Sendung BBC 1xtra’s Charlie Sloths: Fire In The Booth auf, in der er sein Alter-Ego Big Shaq spielte. Die darin präsentierte Rap-Performance Man’s Not Hot stieß auch außerhalb von Großbritannien auf Interesse und wurde zu einem viralen Hit. Ausschlaggebend für den Erfolg des Videos war der ungewöhnliche, lustige Text und das gespielt unbeholfene Auftreten im Studio. Das Video wurde von anderen Künstlern parodiert und wiederverwendet. 
Am 22. September 2017 veröffentlichte Dapaah eine Studio-Version der Performance. Das Musikvideo zu dem Titel wurde am 25. Oktober 2017 veröffentlicht. Das Video enthält Cameos von Waka Flocka, Lil Yachty, der niederländischen Rap-Gruppe Broederliefde und DJ Khaled.

## Diskografie
Singles

| Jahr | Titel Album       | Höchstplatzierung, Gesamtwochen, AuszeichnungChartplatzierungen (Jahr, Titel, Album, Platzierungen, Wochen, Auszeichnungen, Anmerkungen) | Höchstplatzierung, Gesamtwochen, AuszeichnungChartplatzierungen (Jahr, Titel, Album, Platzierungen, Wochen, Auszeichnungen, Anmerkungen) | Höchstplatzierung, Gesamtwochen, AuszeichnungChartplatzierungen (Jahr, Titel, Album, Platzierungen, Wochen, Auszeichnungen, Anmerkungen) | Höchstplatzierung, Gesamtwochen, AuszeichnungChartplatzierungen (Jahr, Titel, Album, Platzierungen, Wochen, Auszeichnungen, Anmerkungen) | Anmerkungen                                                    |
| Jahr | Titel Album       | DE | AT | CH | UK | Anmerkungen                                                    |
| ---- | ----------------- | --- | --- | --- | --- | -------------------------------------------------------------- |
| 2017 | Man’s Not Hot –   | DE26 Gold · (21 Wo.)DE | AT33 (13 Wo.)AT | CH41 (18 Wo.)CH | UK3 Platin · (25 Wo.)UK | Erstveröffentlichung: 22. September 2017 Verkäufe: + 1.235.000 |
| 2018 | Man Don’t Dance – | — | — | — | UK78 (1 Wo.)UK | Erstveröffentlichung: 31. Mai 2018                             |

## Auszeichnungen für Musikverkäufe
| Goldene Schallplatte - Belgien - 2018: für die Single Man’s Not Hot - Dänemark - 2018: für die Single Man’s Not Hot - Frankreich - 2018: für die Single Man’s Not Hot - Italien - 2018: für die Single Man’s Not Hot - Norwegen - 2017: für die Single Man’s Not Hot - Polen - 2021: für die Single Man’s Not Hot | Platin-Schallplatte - Neuseeland - 2019: für die Single Man’s Not Hot - Schweden - 2018: für die Single Man’s Not Hot 2× Platin-Schallplatte - Australien - 2021: für die Single Man’s Not Hot |

Anmerkung: Auszeichnungen in Ländern aus den Charttabellen bzw. Chartboxen sind in ebendiesen zu finden.
| Land/RegionAuszeichnungen für Musikverkäufe (Land/Region, Auszeichnungen, Verkäufe, Quellen) | Gold     | Platin     | Verkäufe | Quellen              |
| -------------------------------------------------------------------------------------------- | -------- | ---------- | -------- | -------------------- |
| Australien (ARIA)                                                                            | —        | 2× Platin2 | 140.000  | aria.com.au          |
| Belgien (BRMA)                                                                               | Gold1    | —          | 15.000   | ultratop.be          |
| Dänemark (IFPI)                                                                              | Gold1    | —          | 45.000   | ifpi.dk              |
| Deutschland (BVMI)                                                                           | Gold1    | —          | 200.000  | musikindustrie.de    |
| Frankreich (SNEP)                                                                            | Gold1    | —          | 75.000   | snepmusique.com      |
| Italien (FIMI)                                                                               | Gold1    | —          | 25.000   | fimi.it              |
| Neuseeland (RMNZ)                                                                            | —        | Platin1    | 30.000   | radioscope.co.nz     |
| Norwegen (IFPI)                                                                              | Gold1    | —          | 20.000   | ifpi.no              |
| Polen (ZPAV)                                                                                 | Gold1    | —          | 10.000   | olis.pl              |
| Schweden (IFPI)                                                                              | —        | Platin1    | 40.000   | sverigetopplistan.se |
| Vereinigtes Königreich (BPI)                                                                 | —        | Platin1    | 600.000  | bpi.co.uk            |
| Insgesamt                                                                                    | 7× Gold7 | 5× Platin5 |          |                      |